# Valerie Buhagiar
Pour les articles homonymes, voir Buhagiar.
Valerie Buhagiar est une actrice, scénariste, réalisatrice et productrice canadienne née en 1963 à Mosta (Malte).

## Filmographie

### comme actrice
- 1984 : Mrs. Soffel : Alice
- 1987 : Dear John : Janet
- 1989 : Roadkill : Ramona
- 1990 : New Shoes
- 1991 : Highway 61 : Jackie Bangs
- 1994 : Ultime trahison (Ultimate Betrayal) (TV) : Helen
- 1995 : Why I'll Never Trust You (In 200 Words or Less)
- 1995 : Pleasure Film (Ahmed's Story)
- 1996 : Romantic Undertaking (TV) : Jenny Turner
- 1996 : Johnny Shortwave : Photographer's Wife
- 1997 : My Script Doctor : Alex Gull
- 1998 : Silver Surfer (série TV) : Shellaine (unknown episodes)
- 1998 : Elimination Dance
- 2000 : Passengers : Sam
- 2001 : Lip Service: A Mystery
- 2001 : You Might Be the Youngest : Sarah Sheffer
- 2002 : Expecting : Stephanie Carr
- 2002 : Cypher : Buffalo Speaker #2
- 2004 : The Last Hit : Mother

### comme scénariste
- 1993 : The Passion of Rita Camilleri
- 2002 : Expecting

### comme réalisatrice
- 1993 : The Passion of Rita Camilleri
- 1996 : One Day I Stood Still
- 1998 : L'Amour l'Amour Shut the Door Por Favor
- 2025 : The dogs

### comme productrice
- 2002 : Expecting